# Jan Frans De Boever

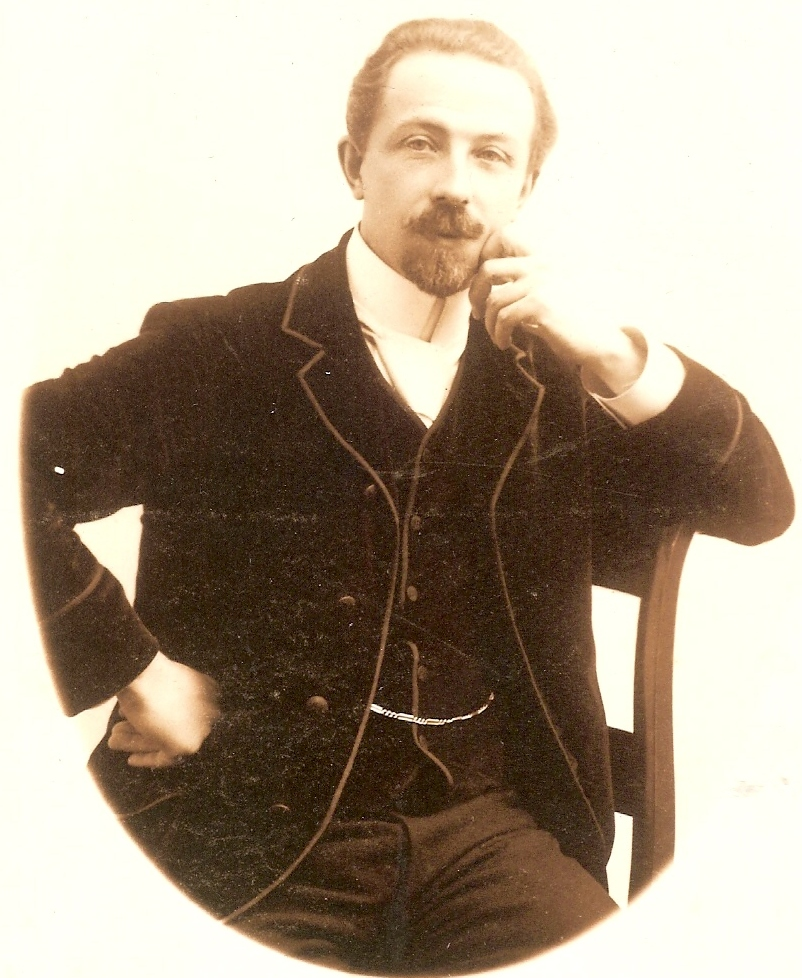
J.F. De Boever in 1912

Jan Frans De Boever (Gent, 8 juni 1872 - aldaar, 23 mei 1949) was een Vlaams schilder.
De Boever studeerde aan de Gentse Academie onder Louis Tytgadt, wiens nichtje hij huwde. Tytgadt introduceerde hem in de kringen van adel en hogere burgerij, en hij werd een gevierd kunstenaar op de officiële Salons.
Rond 1909 veranderde hij plotseling zijn stijl, en hij begon wulpse vrouwen en prostituees te schilderen in morbide context. Skeletten, dood en erotiek overspoelen zijn oeuvre.
Eens hij zijn eigen stijl gevonden had, een persoonlijke vorm van symbolisme behorend tot de strekking van het decadentisme, bleef hij deze stijl volhouden. Literatuur, muziek en mythologie vormden zijn voornaamste inspiratiebron.
Tussen 1914 en 1924 illustreerde hij Charles Baudelaires dichtbundel "Les Fleurs du mal" voor de Gentse verzamelaar en mecenas Léon Speltinckx met 157 gouaches, waarvan er 86 teruggevonden werden; deze gouaches worden soms als zijn magnum opus beschouwd.
Zijn jaarlijkse tentoonstellingen in Zaal Taets waren regelmatig uitverkochte publiekstrekkers, zodat zijn trouwste klanten rechtstreeks in het atelier hun keuze kwamen maken. De Boevers succes duurde voort tot rond 1935, toen hij ook de gevolgen van de financiële crisis begon te voelen. Niettemin bleef hij eigenzinnig verder schilderen in dezelfde stijl tot aan zijn dood in 1949.